# Sârbii din Croația
Sârbii din Croația (în sârbocroată Srbi u Hrvatskoj, în sârba chirilică: Срби у Хрватској) sau sârbii croați (în sârbocroată Хрватски Срби/Hrvatski Srbi) constituie cea mai mare minoritate națională din Croația. Comunitatea este predominant creștin ortodoxă ca religie, spre deosebire de croați, care sunt preponderent romano-catolici.
În unele regiuni ale Croației moderne, în principal în sudul Dalmației, sârbii etnici au fost prezenți din Evul Mediu timpuriu. Sârbii din Serbia și Bosnia-Herțegovina au început să migreze activ în Croația în mai multe valuri de migrație după 1538, când împăratul Ferdinand I al Austriei le-a acordat dreptul de a se stabili pe teritoriul frontierei militare. În schimbul terenurilor și scutirii de impozite, au trebuit să efectueze serviciul militar și să participe la protecția graniței Monarhiei Habsburgice împotriva Imperiului Otoman. S-au așezat în ținuturile slab populate din Dalmația, Lika, Kordun, Banovina, Slavonia si Sirmia de Vest. După crearea în 1918 a Statului slovenilor, croaților și sârbilor (mai târziu redenumit ca Iugoslavia), câteva mii de sârbi s-au mutat pe teritoriul croat. În timpul celui de-al doilea război mondial, sârbii au fost supuși persecuției de către Ustaše. După începutul dezbinării Iugoslaviei și al proclamării independenței Croației, sârbii care trăiesc în Croația s-au răzvrătit împotriva guvernului croat și au proclamat Republica Sârbă Krajina (RSK) pe părți ale teritoriului croat, ceea ce a condus la Războiul de Independență al Croației. După operațiunea Storm declanșată de Armata Croației, RSK a încetat să existe, teritoriul său a fost reincorporat în Croația și aproximativ 200 000 de sârbi au părăsit țara.
Conform recensământului din 2011, în Croația locuiau 186.633 de sârbi (4.4% din populație). Principalele partide politice care reprezintă interesele sârbilor din Croația sunt Partidul Democrat Independent Sârb și Alianța Democrată din Serbia. Cel mai proeminent sârb croat este Nikola Tesla, inventator, fizician, inginer mecanic, inginer electrician și unul dintre promotorii cei mai importanți ai electricității comerciale.

## Date demografice
Conform recensământului din 1991, în Croația locuiau 581.663 de sârbi, adică  12,16%  din populația totală a Croației. Conform recensământului din 2011, în Croația locuiau 186.633 de sârbi (4.4% din populația totală a Croației).

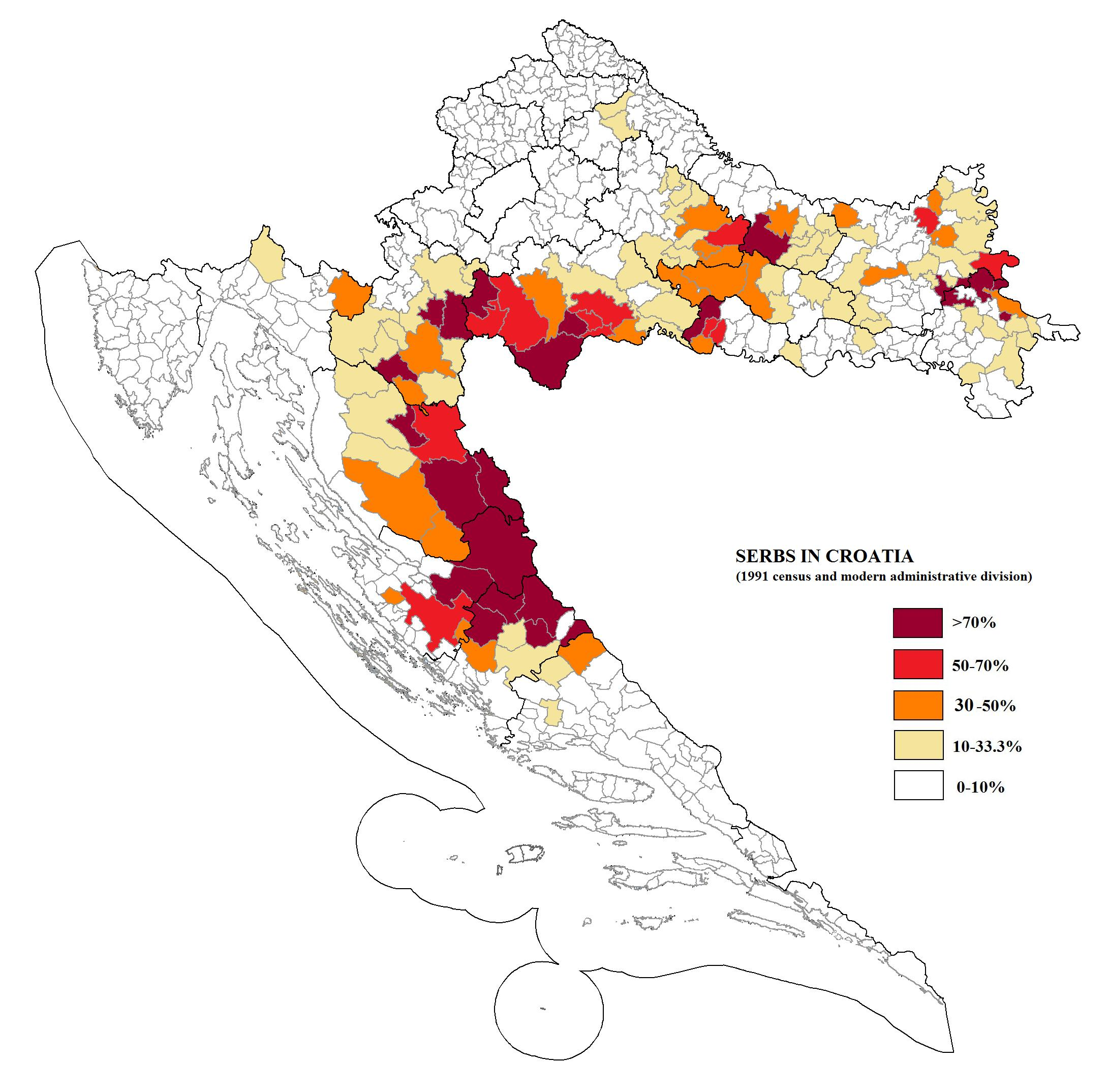
Sârbii din Croația - 1991

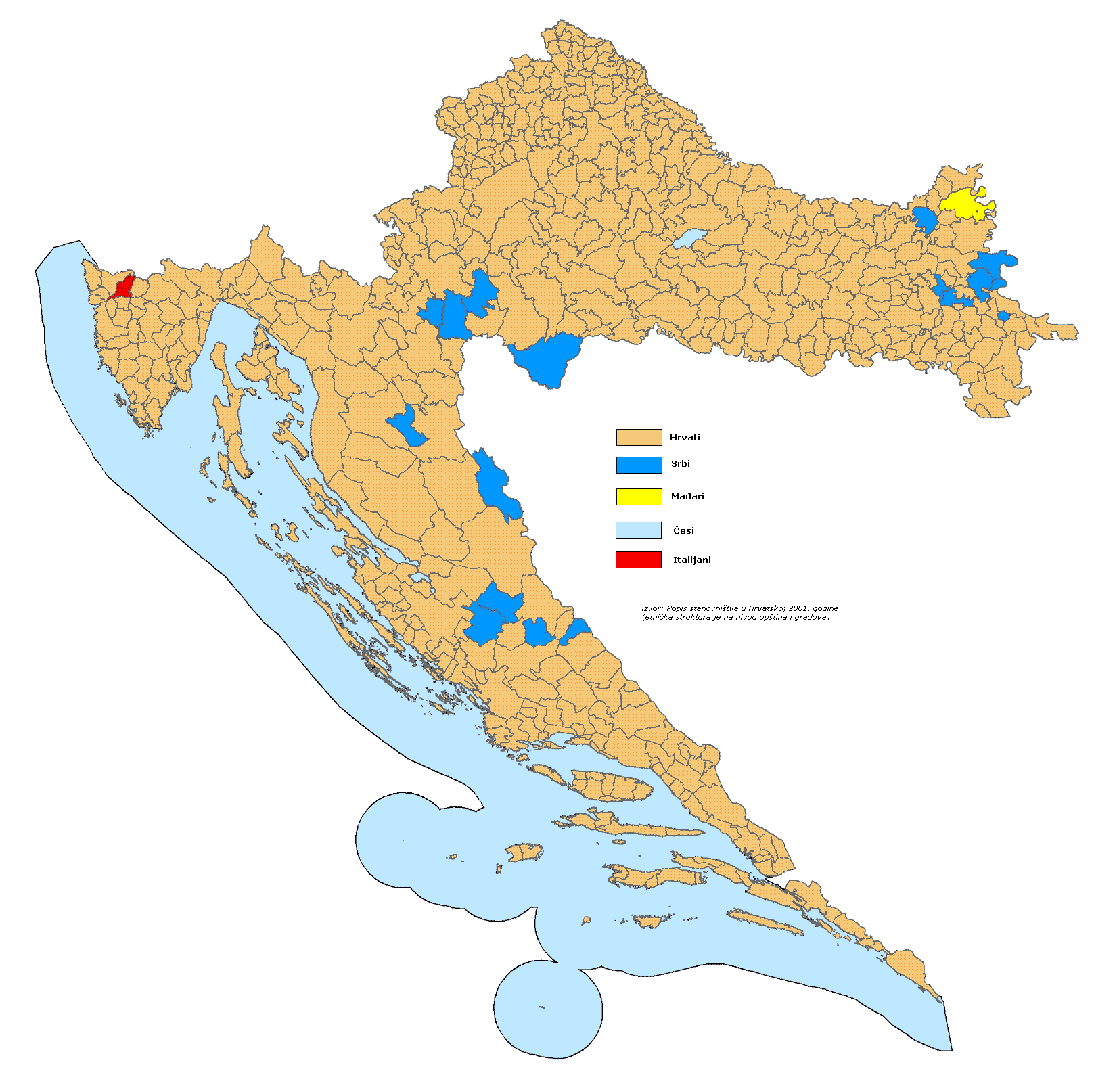
Sârbii din Croația - 2001 (municipalități cu majoritate sârbă în albastru)

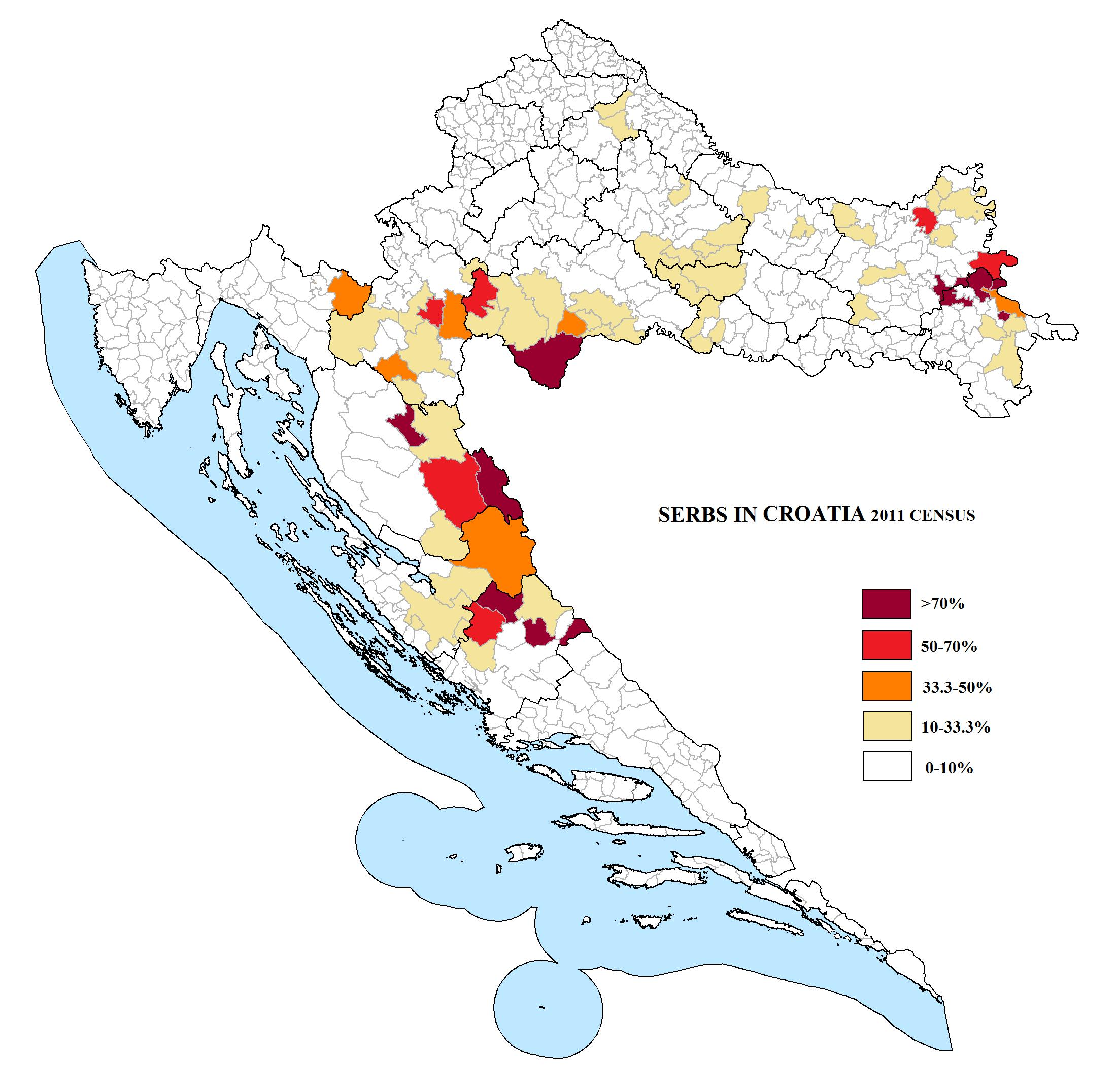
Sârbii din Croația - 2011

Cel mai mare număr de sârbi din Croația locuiesc în Zagreb. De asemenea, un număr mare de sârbi trăiesc în Bania, Kordun, Lika, Dalmația de Nord, Slavonia, vestul regiunii Srem și Baranya. Un număr mic de sârbi trăiesc în Dalmația de Sud, Bilogora, Moslavina, Gorski kotar și Istria. În 17 municipalități din Croația, sârbii reprezintă majoritatea populației. 
Cantoane croate cu o prezență semnificativă a sârbilor (10% sau mai mult) conform recensământului din 2011:
| Canton croat             | Total populație | Total sârbi | % sârbi | % din totalul minorităților |
| ------------------------ | --------------- | ----------- | ------- | --------------------------- |
| Cantonul Vukovar-Srijem  | 179 521         | 27 824      | 15.50%  | 20.83%                      |
| Cantonul Lika-Senj       | 50 927          | 6 949       | 13.65%  | 15.85%                      |
| Cantonul Sisak-Moslavina | 172 439         | 21 002      | 12.18%  | 17.61%                      |
| Cantonul Šibenik-Knin    | 109 375         | 11 518      | 10.53%  | 12.61%                      |
| Cantonul Karlovac        | 128 899         | 13 408      | 10.40%  | 13.89%                      |

Populația sârbă din Croația
| Anul recensământului | Numărul sârbilor | %       | Populația totală a Croației |
| -------------------- | ---------------- | ------- | --------------------------- |
| 1931                 | > 633 000        | 18,45 % | 3 430 270                   |
| 1948                 | 543 795          | 14,39 % | 3 779 858                   |
| 1953                 | 588 756          | 14,96 % | 3 936 022                   |
| 1961                 | 624 991          | 15,02 % | 4 159 696                   |
| 1971                 | 626 789          | 14,16 % | 4 426 221                   |
| 1981                 | 531 502          | 11,55 % | 4 601 469                   |
| 1991                 | 581 663          | 12,16 % | 4 784 265                   |
| 2001                 | 201 631          | 4,54 %  | 4 437 460                   |
| 2011                 | 186 633          | 4,36 %  | 4 284 889                   |

## Persoane notabile

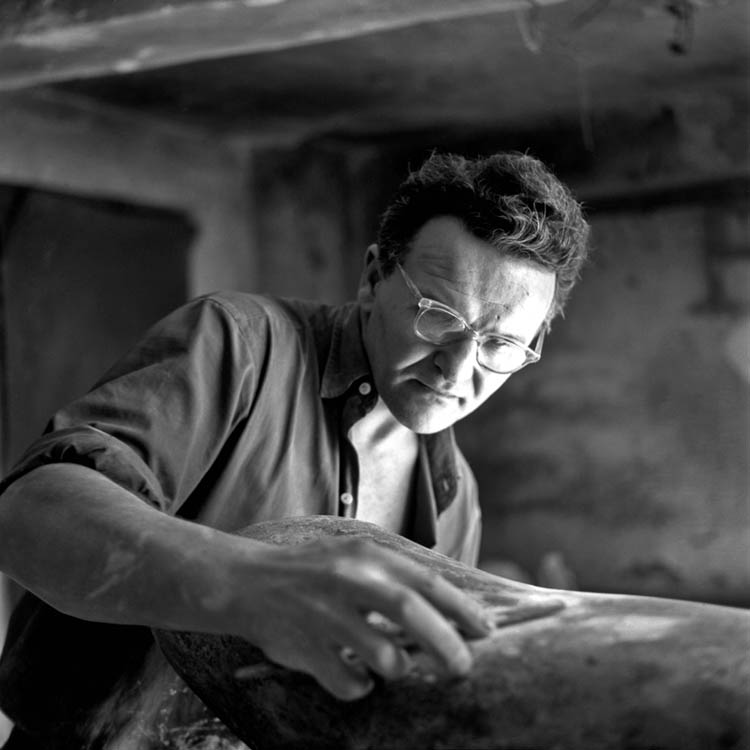
Vojin Bakić, sculptor

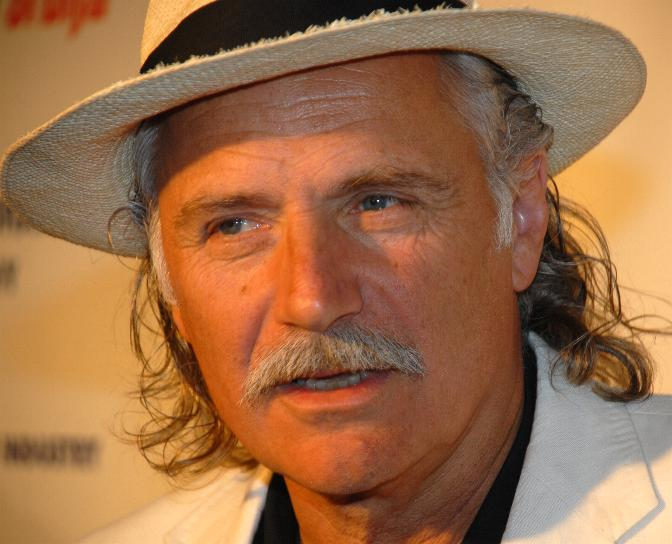
Rade Šerbedžija, actor și producător

Cel mai proeminent sârb croat este Nikola Tesla, inventator, inginer și om de știință și unul dintre cei mai prolifici inventatori. Printre alți oameni de știință notabili se numără Milutin Milanković, inginer, astronom, geofizician și climatolog precum și matematicienii  Jovan Karamata, Đuro Kurepa și Svetozar Kurepa.
În domeniile artă și lingvistică, au activat persoane notabile ca Sava Mrkalj, lingvist, filolog și primul reformator al alfabetului chirilic sârb; Petar Preradović, poet și scriitor (bunicul lui Paula von Preradović); Vojin Bakić, sculptor și autorul unor monumente memoriale, Josip Runjanin, care a compus melodia imnului național croat Lijepa naša domovino (Patria noastră frumoasă); Simeon Roksandić, sculptor și Rade Serbedzija, actor de film, producător de film și compozitor.
Printre cei mai proeminenți lideri militari în rândul sârbilor croați se numără  Svetozar  Boroevic, Gavrilo von Rodić, Stephan von Ljubicic și Stevan Šupljikac.
Alte personalități eminente: Patriarhul Pavle și patriarhul Iosif Raiacici, Gojko Nikolis, medic și istoric, care a participat la războiul civil spaniol și lupta pentru eliberare națională, membru al Academiei Sârbe de Științe și Arte și erou național iugoslav, Pavle Jakšić, fizician, student la Școala superioară de optică, generalul partizanilor, șeful Statului Major al Armatei a 4-a Iugoslave și erou al poporului din Iugoslavia, Drago Roksandič,  istoric și Svetozar Livada, sociolog.

## Relațiile sârbo-croate
Relațiile dintre sârbi și croați în anii 1990 au fost foarte tensionate. După 2000, situația a început să se schimbe în bine, dar problemele relațiilor sârbo-croate în Croația nu s-au rezolvat. Sârbii din Croația sunt adesea supuși discriminării sociale. În ultimii ani, tensiunea dintre sârbii croați și croați a fost atenuată datorită faptului că partidul sârbilor din Croația, Partidul Sârb Democrat Independent (Samostalna demokratska srpska stranka - SDSS), a câștigat locuri în guvernul croat. Principala problemă este întoarcerea refugiaților sârbi care au părăsit țara în timpul războiului din anii 1990.

## Religie
Majoritatea sârbilor din Croația sunt ortodocși și aparțin canonic de Zagreb-Liubliana și alte trei dieceze ale Bisericii Ortodoxe Sârbe. Pe teritoriul Croației există o serie de mănăstiri ortodoxe, construite în Evul Mediu. Cele mai renumite mănăstiri ortodoxe sârbe din Croația sunt: Mănăstirea Dragovic, Mănăstirea Krka, Mănăstirea Krupa, Mănăstirea Lepavina si Mănăstirea Gomirye. Multe biserici ortodoxe sârbe din Croația au fost distruse în timpul celui de-al doilea război mondial și în timpul războiului civil din Iugoslavia. Unele biserici au fost restaurate în ultimii ani de către autoritățile croate cu ajutorul diasporei sârbe. În septembrie 2016, a avut loc prima vizită în Croația a Patriarhului Ecumenic al Bisericii Ortodoxe Sârbe, Părintele Irineu.